# Sascha Lehmann
Sascha Lehmann (* 3. Februar 1998 in Burgdorf) ist ein Schweizer Sportkletterer.

## Karriere
Lehmann begann bereits als Kind zu klettern, bestritt aber seine ersten Wettkämpfe im Geräteturnen.
2015 belegte er bei den Jugend-U18-Weltmeisterschaften im Schwierigkeitsklettern (Lead) in Arco den ersten Platz. Im selben Jahr siegte er bei den Jugendweltmeisterschaften in Guangzhou in der Kombination.
Seit 2015 nimmt er auch am Kletterweltcup teil. Dort siegte er 2019 in Villars-sur-Ollon im Schwierigkeitsklettern.
Bei den Europameisterschaften 2019 in Edinburgh holte er sich die Bronzemedaille im Schwierigkeitsklettern. 2020 wurde er in Moskau Europameister in derselben Disziplin und Vizeeuropameister in der Kombination. Damit verpasste er die Qualifikation für die Olympischen Sommerspiele 2020 in Tokio nur ganz knapp. Am 16. Juli 2022 gewann er an den World Games in Birmingham, Alabama, in der Disziplin Lead die Goldmedaille.
2024 konnte sich Lehmann für die Olympischen Spiele in Paris qualifizieren. Dort erreichte er den 17. Platz. Im gleichen Jahr wurde er Europameister im Lead und Vize-Europameister in der Disziplin Boulder & Lead.
Auch am Fels klettert Sascha Lehmann in den höchsten Schwierigkeitsgraden. Unter anderem kletterte er mehrere mit dem Grad 9a (5.14d) bewertete Routen.

## Erfolge am Fels (Auswahl)
9a (5.14d)
- Inferno – Gimmelwald, Schweiz – 2. September 2020
- Massala tea – Rawyl, Schweiz – 31. Mai 2020
- Schwarz Mönch – Gimmelwald, Schweiz – 22. Mai 2020 – Erstbegehung
- Alpenbitter – Gimmelwald, Schweiz – 11. Mai 2020
- Jungfraumarathon – Gimmelwald, Schweiz – 1. Mai 2020
- Estado critico – Siurana, Spanien – 5. Januar 2019
- Cabane au Canada – Rawyl, Schweiz – 6. August 2016

8c+ (5.14c)
- Knockout  – Gimmelwald, Schweiz – 23. August 2020
- Elfe – Grimsel, Schweiz – 3. Juni 2020
- Gimmel Express – Gimmelwald, Schweiz – 11. Mai 2020
- El Molinero –  Gimmelwald, Schweiz – 21. September 2018
- Hybris – Interlaken, Schweiz – 6. Oktober 2016
- Van de Panique – Van d'en Haut, Schweiz – 11. August 2016

8c (5.14b)
- La voie mystère – Rawyl, Schweiz – 29. Mai 2020
- Tornado Power – Gimmelwald, Schweiz – 22. Mai 2020 – flash
- Los ultimos vampiros hippies – Margalef, Spanien – 3. Januar 2019